# Stare Sadłuki
Stare Sadłuki (deutsch Alt Sadlucken) war ein Ort in der polnischen Woiwodschaft Ermland-Masuren. Seine Ortsstelle befindet sich im Gebiet der Stadt-und-Land-Gemeinde Młynary (Mühlhausen i. Ostpr.) im Powiat Elbląski (Kreis Elbing).

## Geographische Lage
Die Ortsstelle Stare Sadłukis liegt am Ostufer des Flüsschens Baude (polnisch Bauda) im Nordwesten der Woiwodschaft Ermland-Masuren, 17 Kilometer südlich der früheren Kreisstadt Braunsberg (polnisch Braniewo) bzw. 21 Kilometer nordöstlich der heutigen Kreismetropole Elbląg (Elbing).

## Geschichte
Das frühere Alt Sadlucken wurde 1874 als eigenständiger Gutsbezirk in den neu gebildeten Amtsbezirk Groß Rautenberg (polnisch Wielkie Wierzno) im ostpreußischen Kreis Braunsberg, Regierungsbezirk Königsberg, aufgenommen.
Im Jahre 1910 zählte Alt Sadlucken 44 Einwohner. Am 30. September 1928 verlor das Gutsdorf seine Eigenständigkeit und wurde in die benachbarte Landgemeinde Bludau (polnisch Błudowo) eingegliedert.
In Kriegsfolge wurde 1945 das gesamte südliche Ostpreußen an Polen abgetreten. Alt Sadlucken erhielt die polnische Namensform „Stare Sadłuki“, konnte allerdings nicht mehr überleben. Das Dorf gilt heute als untergegangen, vielleicht ist es im benachbarten Nowe Sadłuki aufgegangen. Die Ortsstelle liegt in der Gmina Młynary im Powiat Elbląski (Kreis Elbing), von 1975 bis 1998 der Woiwodschaft Elbląg, seither der Woiwodschaft Ermland-Masuren zugehörig.

## Religion
Alt Sadlucken gehörte vor 1945 zur römisch-katholischen Kirche in Groß Rautenberg (polnisch Wielkie Wierzno) im damaligen Bistum Ermland und war außerdem in die evangelische Kirche in Mühlhausen in der Kirchenprovinz Ostpreußen der Kirche der Altpreußischen Union eingegliedert.

## Verkehr
Die nicht mehr wahrnehmbare Ortsstelle von Stare Sadłuki resp. Alt Sadlucken liegt an einer Landwegverbindung, die von Myśliniec nach Nowe Sadłuki (Neu Sadlucken) führt. 